# Quemuel Ottoni
Quemuel Ottoni (São Paulo, 22 de outubro de 1992), mais conhecido como Dick, é um lutador de MMA brasileiro. 
Quemuel possui vitórias notáveis em sua carreira, apresentando um estilo de luta próprio, misturando um boxe clássico de evasivas, com chutes e joelhadas do muay thai e um excelente jiu-jitsu brasileiro. Ottoni é notável por ter uma vitória sob o futuro campeão do UFC Alex Pereira.

## Carreira no MMA
Quemuel começou a sua carreira profissional de MMA lutando no Jungle Fight. Quemuel acumulou uma seqüência invicta cinco vitórias.

## Vida pessoal
Quemuel mora com família em São Caetano do Sul, no estado de São Paulo, tendo um família de lutadores e sendo criado no tatame. Dá aulas na academia e treina para as lutas.

## Cartel do MMA
| Cartel no MMA   |            |            |
| 10 lutas        | 7 vitórias | 3 derrotas |
| Por nocaute     | 5          | 0          |
| Por finalização | 2          | 0          |
| Por decisão     | 0          | 3          |

| Res.    | Cartel | Oponente                    | Método                    | Evento                               | Data       | Round | Tempo | Local                | Notas |
| ------- | ------ | --------------------------- | ------------------------- | ------------------------------------ | ---------- | ----- | ----- | -------------------- | ----- |
| Vitória | 7-2    | Andre Ricardo Chaves Santos | TKO (Socos)               | MF - Max Figth 23                    | 28/06/2019 | 2     | 4:47  | Parana, Curitiba     |       |
| Derrota | 6-2    | Cleber Souza                | TKO (Interrupção Medica)  | SFT - Standout Fighting Tournament 5 | 29/09/2018 | 3     | 5:00  | São Paulo, São Paulo |       |
| Vitória | 6-1    | Arsen Tengizov              | TKO (Cotoveladas e Socos) | BYE 3 -2018 Berkut Young Eagles      | 22/04/2018 | 2     | 4:47  | São Paulo, São Paulo |       |
| Derrota | 5-1    | Acacio dos Santos           | Decisão (unânime)         | Thunder Fight 9                      | 30/09/2016 | 3     | 5:00  | São Paulo, São Paulo |       |
| Vitória | 5-0    | Sidnei Soares de Souza      | Finalização (Mata-leão)   | Jungle Fight 89                      | 30/06/2016 | 2     | 4:32  | São Paulo, São Paulo |       |
| Vitória | 4-0    | Alex Pereira                | Finalização (Mata-leão)   | Jungle Fight 82                      | 21/10/2015 | 3     | 2:52  | São Paulo, São Paulo |       |
| Vitória | 3-0    | Jackson Moura               | TKO (Chutes no Corpo)     | Jungle Fight 80                      | 22/08/2015 | 1     | 1:21  | São Paulo, São Paulo |       |
| Vitória | 2-0    | Carlos Vicente              | TKO (Interrupção Medica)  | Jungle Fight 74                      | 29/11/2014 | 3     | 2:57  | São Paulo, São Paulo |       |
| Vitória | 1-0    | Jesus Ferreira de Rocha     | TKO (Socos)               | Jungle Fight 72                      | 09/08/2014 | 1     | 1:14  | São Paulo, São Paulo |       |